# Lexus RC
De Lexus RC is een coupé uit het middenklassesegment van de Japanse autofabrikant Lexus, de luxedivisie van Toyota. De wagen wordt sinds 2014 geproduceerd in de Toyotafabriek in Tahara (Japan). De letters "RC" staan volgens Lexus voor "Radical Coupé".
De RC werd voorgesteld op het Autosalon van Tokio in 2013. De wagen verscheen op de markt in Japan in het najaar van 2014. Vanaf november 2014 was de wagen ook verkrijgbaar in Noord-Amerika. In Europa was de wagen vanaf begin 2015 beschikbaar.
Lexus leverde aanvankelijk drie verschillende motoren: De hybride RC 300h met een 2,5L 4-in-lijn benzinemotor gekoppeld aan een CVT-versnellingsbak, de RC 350 met een 3,5L V6-motor  en het topmodel, de RC F met een 5,0L V8-motor. Eind 2015 werd de RC 200t (later RC 300) met een 2,0L 4-in-lijnmotor met turbolader toegevoegd aan het gamma. De RC 330h en de RC 350 kunnen optioneel ook met vierwielaandrijving verkregen worden.
In 2018 kreeg de RC een facelift, die officieel onthuld werd op het Autosalon van Parijs.
Sinds 2021 wordt de Lexus RC niet langer aangeboden op de Europese markt.

## Gegevens
| Type             | Jaartal   | Motor                  | Vermogen (kW/pk)  | Koppel (Nm) | Overbrenging     | Topsnelheid (km/u) | 0-100km/u (sec.) |
| ---------------- | --------- | ---------------------- | ----------------- | ----------- | ---------------- | ------------------ | ---------------- |
| RC 200t (RC 300) | 2016-     | 2.0L L4 turbo          | 180/245           | 350         | 8-traps automaat | 230                | 7,5              |
| RC 350           | 2015-     | 3,5L V6                | 234/318           | 380         | 8-traps automaat | 230                | 6,3              |
| RC 300h          | 2015-     | 2,5L L4 + elektromotor | 133/181 + 105/143 | 221 + 300   | CVT automaat     | 190                | 8,6              |
| RC F             | 2015-2017 | 5,0L V8                | 351/477           | 530         | 8-traps automaat | 270                | 4,5              |
| RC F             | 2018-     | 5,0L V8                | 341/464           | 530         | 8-traps automaat | 270                | 4,5              |

1. ↑  sinds 2018

Leverbaar in Nederland en België: ES · LC · LS · NX · RX · RZ · UX

Alleen leverbaar buiten Nederland en België : CT · GX · IS · LM · LX · RC

Niet meer leverbaar: GS · HS · LFA · SC